# Шахова олімпіада 1954

Офіційна емблема шахової Олімпіади 1954 року

11 шахова Олімпіада проходила в столиці Голландії, місті Амстердам з 4 по 28 вересня 1954 року.
На проведення турніру претендували Аргентина і Бразилія. Бразильська федерація хотіла організувати турнір у Сан-Паулу на честь 400-річчя заснування міста. Але ФІДЕ ухвалила рішення провести Олімпіаду в Аргентині. Проте за півтора місяця до відкриття турніру в Аргентині відбувся державний переворот. Президента Перона, який був головним покровителем Олімпіади, усунули від влади. Нова ж влада не захотіла фінансувати змагання, й аргентинська федерація вимушена була відмовитися від проведення XI Олімпіади.
Керівництво ФІДЕ опинилося в скрутному становищі, адже така відмова означала порушення традиційної системи змагань, що не могло не відбитися на загальному авторитеті ФІДЕ. На допомогу ФІДЕ прийшла Голландська шахова федерація, яка погодилася організувати і провести змагання в Амстердамі. Активну участь у підготовці турніру брало товариство з розвитку шахових традицій в Амстердамі. До речі, таке товариство існує тільки в Голландії. Воно організоване в 1950 році і його головне завдання — проведення міжнародних турнірів у країні. Секретар товариства — міжнародний майстер Л. Прінс — був організатором XI Олімпіади.
Очікувалася рекордна кількість команд, однак ряд країн в останній момент відмовився від участі. Насамперед впадає в око відмова американської федерації прислати свою команду. Двадцять шість команд з 51, які на той час входили до ФІДЕ, приїхали в Амстердам, серед них був один дебютант — команда Колумбії.
У складах команд було багато відомих шахістів: Ботвинник, Найдорф, Глігорич, Трифунович, Штальберг, Штольц, Лундін, Сабо, Александер, Унцікер, Шмід.
Відразу ж після тривалого турне по Південній Америці приїхав на турнір екс-чемпіон світу Ейве. Найстаршим за віком на турнірі був 72-річний гросмейстер О. Бернштейн. До речі, він дебютував на Олімпіаді. Наймолодшими учасниками були 19-річні О. Панно (Аргентина), Б. Ларсен (Данія) і Ф. Олафссон (Ісландія).

## Регламент
Турнір проходив у великому спортивному залі «Апполо-Хол». Олімпіадою керували головний арбітр Мілан Відмар (Югославія) і арбітражний комітет під головуванням Ван-Стеніса. Третього вересня на технічній нараді капітанів всі 26 команд було поділено на приблизно однакові за силами чотири півфінальні групи. Враховуючи досвід фіналу в Хельсінкі, який пройшов дуже швидко, керівництво ФІДЕ вирішило надалі фінали олімпіад проводити не менш ніж з 12 командами. Тому в Амстердамі у головний фінал потрапляли по три команди — переможниці півфіналів. Решта виборювали 13—26-те місця в класифікаційному турнірі (Фінал В).

## Піфінали

### Група А
У першому півфіналі збірна СРСР вже після перших 2 турів, здобувши перемоги із «сухим» рахунком над командами Фінляндії і Греції, практично забезпечила собі місце у фіналі.
Голландці в підсумку стали другими, а третє місце несподівано посіла команда Ісландії.
- Очки - сума набраних очок всіма шахістами (1 за перемогу шахіста, ½ за нічию, 0 - поразка);
- КО - командні очки, набрані всією командою (2 за перемогу команди, 1 - нічия, 0 - поразка);

| Місце | Країна     | 1 | 2  | 3  | 4 | 5  | 6  | Очки | КО | Перемоги | Нічиї | Поразки |
| ----- | ---------- | - | -- | -- | - | -- | -- | ---- | -- | -------- | ----- | ------- |
| 1     | СРСР       |   | 2  | 3½ | 3 | 4  | 4  | 16½  | 9  | 4        | 1     | 0       |
| 2     | Нідерланди | 2 |    | 2½ | 3 | 3  | 2½ | 13   | 9  | 4        | 1     | 0       |
| 3     | Ісландія   | ½ | 1½ |    | 3 | 3½ | 2½ | 11   | 6  | 3        | 0     | 2       |
| 4     | Австрія    | 1 | 1  | 1  |   | 3  | 3½ | 9½   | 4  | 2        | 0     | 3       |
| 5     | Фінляндія  | 0 | 1  | ½  | 1 |    | 3  | 5½   | 2  | 1        | 0     | 4       |
| 6     | Греція     | 0 | 1½ | 1½ | ½ | 1  |    | 4½   | 0  | 0        | 0     | 5       |

### Група В
У другому півфіналі зі старту лідерство захопили команди Чехословаччини і Болгарії, які утримували його до останнього туру, в якому вони зіграли між собою внічию. Ця нічия дала можливість команді Аргентини випередити їх на пів-очка. Приємною несподіванкою на Олімпіаді був вдалий виступ команди Болгарії.
- Очки - сума набраних очок всіма шахістами (1 за перемогу шахіста, ½ за нічию, 0 - поразка);
- КО - командні очки, набрані всією командою (2 за перемогу команди, 1 - нічия, 0 - поразка);

| Місце | Країна         | 1 | 2  | 3  | 4  | 5  | 6  | Очки | КО | Перемоги | Нічиї | Поразки |
| ----- | -------------- | - | -- | -- | -- | -- | -- | ---- | -- | -------- | ----- | ------- |
| 1     | Аргентина      |   | 2  | 2  | 3  | 3  | 4  | 14   | 8  | 3        | 2     | 0       |
| 2     | Болгарія       | 2 |    | 2  | 2½ | 3½ | 3½ | 13½  | 8  | 3        | 2     | 0       |
| 3     | Чехословаччина | 2 | 2  |    | 2½ | 3  | 4  | 13½  | 8  | 3        | 2     | 0       |
| 4     | Канада         | 1 | 1½ | 1½ |    | 2½ | 3½ | 10   | 4  | 2        | 0     | 3       |
| 5     | Італія         | 1 | ½  | 1  | 1½ |    | 3½ | 7½   | 2  | 1        | 0     | 4       |
| 6     | Ірландія       | 0 | ½  | 0  | ½  | ½  |    | 1½   | 0  | 0        | 0     | 5       |

### Група С
У третьому півфіналі досить несподівано перемогла команда Ізраїлю. Двома очками поступилися їй шахісти Югославії і Швейцарії, які поділили друге і третє місця. Сенсацією турніру була перемога команди Саара над шахістами Югославії. Правда, врешті вона посіла останнє місце у півфіналі.
- Очки - сума набраних очок всіма шахістами (1 за перемогу шахіста, ½ за нічию, 0 - поразка);
- КО - командні очки, набрані всією командою (2 за перемогу команди, 1 - нічия, 0 - поразка);

| Місце | Країна    | 1  | 2  | 3  | 4  | 5  | 6  | 7  | Очки | КО | Перемоги | Нічиї | Поразки |
| ----- | --------- | -- | -- | -- | -- | -- | -- | -- | ---- | -- | -------- | ----- | ------- |
| 1     | Ізраїль   |    | 1½ | 3  | 2½ | 3  | 3  | 3  | 16   | 10 | 5        | 0     | 1       |
| 2     | Югославія | 2½ |    | 2  | 3  | 2½ | 2½ | 1½ | 14   | 9  | 4        | 1     | 1       |
| 3     | Швеція    | 1  | 2  |    | 2  | 2½ | 2½ | 4  | 14   | 8  | 3        | 2     | 1       |
| 4     | Данія     | 1½ | 1  | 2  |    | 1½ | 3½ | 2  | 11½  | 4  | 1        | 2     | 3       |
| 5     | Норвегія  | 1  | 1½ | 1½ | 2½ |    | 2  | 2½ | 11   | 5  | 2        | 1     | 3       |
| 6     | Франція   | 1  | 1½ | 1½ | ½  | 2  |    | 3  | 9½   | 3  | 1        | 1     | 4       |
| 7     | Саар      | 1  | 2½ | 0  | 2  | 1½ | 1  |    | 8    | 3  | 1        | 1     | 4       |

### Група D
Найрівнішим за силами був четвертий півфінал. Тут жодній з команд не вдалося уникнути поразки. Перше місце, незважаючи на несподіваний програш англійцям, посіли угорські шахісти. Гостра боротьба точилася за третє місце між командами Англії, Швейцарії і Колумбії. В підсумку, за кількістю набраних очок англійці і швейцарці поділили третє і четверте місця, але відповідно до правил у фінал потрапила команда Англії, яка здобула перемогу в матчі з швейцарськими шахістами.
- Очки - сума набраних очок всіма шахістами (1 за перемогу шахіста, ½ за нічию, 0 - поразка);
- КО - командні очки, набрані всією командою (2 за перемогу команди, 1 - нічия, 0 - поразка);

| Місце | Країна     | 1  | 2  | 3  | 4  | 5  | 6  | 7 | Очки | КО | Перемеоги | Нічиї | Поразки |
| ----- | ---------- | -- | -- | -- | -- | -- | -- | - | ---- | -- | --------- | ----- | ------- |
| 1     | Угорщина   |    | 2½ | 1½ | 3  | 4  | 3  | 4 | 18   | 10 | 5         | 0     | 1       |
| 2     | ФРН        | 1½ |    | 2½ | 3  | 2  | 3½ | 4 | 16½  | 9  | 4         | 1     | 1       |
| 3     | Англія     | 2½ | 1½ |    | 2½ | 1½ | 1½ | 4 | 13½  | 6  | 3         | 0     | 3       |
| 4     | Швейцарія  | 1  | 1  | 1½ |    | 2½ | 3½ | 4 | 13½  | 6  | 3         | 0     | 3       |
| 5     | Колумбія   | 0  | 2  | 2½ | 1½ |    | 2½ | 4 | 12½  | 7  | 3         | 1     | 2       |
| 6     | Бельгія    | 1  | ½  | 2½ | ½  | 1½ |    | 3 | 9    | 4  | 2         | 0     | 4       |
| 7     | Люксембург | 0  | 0  | 0  | 0  | 0  | 1  |   | 1    | 0  | 0         | 0     | 6       |

## Фінали
12 вересня вдень було проведено жеребкування, а вже ввечері відбувся 1-й тур фіналів.

### Фінал А
З самого старту команда СРСР вийшла вперед, перемігши шведів та англійців з великим рахунком.
Третій тур вніс деяке загострення в боротьбу. СРСР зіграв внічию з командою Ізраїлю. Це була перша і, як з'ясувалося, єдина нічия команди СРСР у фіналі. Після цієї нічиєї радянську команду наздогнали югославські шахісти, які розгромили англійців. У лідерів було 9 очок. Далі йшли команди Аргентини, Угорщини та Ізраїлю — по 7,5 очка.
Переломним у турнірній боротьбі став 5-й тур, у якому СРСР переміг команду Болгарії. СРСР з 15 очками знову став одноосібними лідером, оскільки югослави зазнали поразки від угорської команди. Після перемоги з великим рахунком над ісландцями югославів наздогнали шахісти Аргентини. Обидві команди мали по 13,5 очка.
Шостий тур ще більше зміцнив лідируюче становище команди СРСР. Після переконливої перемоги над командою Ісландії (4:0) вона випереджала команду Аргентини, що посідала друге місце, на 2,5 очка. 
У 7-му турі лідери зустрічалися між собою. Команди виставили на гру основні склади. СРСР не залишив збірній Аргентини ніяких шансів. Поразка аргентинців вивела на друге місце команду Югославії, яка з мінімальною перевагою перемогла ісландців.
У 8-му турі центральним був матч СРСР — Югославія. Зустріч пройшла в гострій боротьбі. І знову перемогу здобув СРСР. Після чого отримання шахістами СРСР золотих нагород вже мало в кого викликало сумніви.
Останні 3 тури вирішували долю срібних і бронзових медалей. Вирішальним став матч 9-го туру Югославія — Аргентина. Цей поєдинок проходив у винятково запеклій боротьбі і приніс перемогу югославам. 
23 вересня, грався передостанній тур, команда СРСР вже могла приймати офіційні поздоровлення. Це відбулося після закінчення матчу СРСР — Чехословаччина. Набравши 30,5 очка, команда СРСР за тур до закінчення Олімпіади стала дворазовим чемпіоном світу.
В останньому турі очікувалося гостре суперництво югославів та аргентинців за друге місце. Однак цього не трапилося. Матчі Аргентина — ФРН та Югославія — Чехословаччина проходили досить миролюбно. Результативною виявилася лише партія Болбочана з Шмідом. Перемога Болбочана і забезпечила команді Аргентини срібні медалі. Цікаво відзначити своєрідний рекорд Болбочана, який на трьох останніх олімпіадах не зазнав жодної поразки. В команді Югославії лідери зіграли не зовсім рівно. Бронзовий успіх команді забезпечили молоді резервісти Фудерер і Матанович.
- Очки - сума набраних очок всіма шахістами (1 за перемогу шахіста, ½ за нічию, 0 - поразка);
- КО - командні очки, набрані всією командою (2 за перемогу команди, 1 - нічия, 0 - поразка);

| №   | Країна         | 1  | 2  | 3  | 4  | 5  | 6  | 7  | 8  | 9  | 10 | 11 | 12 | Очки | КО | Перемоги | Нічиї | Поразки |
| --- | -------------- | -- | -- | -- | -- | -- | -- | -- | -- | -- | -- | -- | -- | ---- | -- | -------- | ----- | ------- |
| 1.  | СРСР           |    | 3½ | 2½ | 2½ | 3  | 3  | 2  | 3½ | 3½ | 3  | 3½ | 4  | 34   | 21 | 10       | 1     | 0       |
| 2.  | Аргентина      | ½  |    | 1½ | 3  | 2½ | 2  | 3  | 2½ | 3  | 2½ | 3  | 3½ | 27   | 17 | 8        | 1     | 2       |
| 3.  | Югославія      | 1½ | 1  |    | 2  | 2½ | 1½ | 3  | 3  | 3½ | 2  | 2½ | 2½ | 26½  | 16 | 7        | 2     | 2       |
| 4.  | Чехословаччина | 1½ | 1½ | 2  |    | 3  | 2  | 1½ | 2  | 3  | 2½ | 3½ | 2½ | 24½  | 13 | 5        | 3     | 3       |
| 5.  | ФРН            | 1  | 2  | 1½ | 1  |    | 2  | 2½ | ½  | 2½ | 4  | 4  | 3  | 23½  | 11 | 5        | 1     | 5       |
| 6.  | Угорщина       | 1  | 1  | 2½ | 2  | 2  |    | 1  | 3  | 2  | 2  | 2  | 3½ | 23   | 12 | 3        | 6     | 2       |
| 7.  | Ізраїль        | 2  | 1½ | 1  | 2½ | 1½ | 3  |    | 3  | ½  | 3  | 2  | 2½ | 22   | 12 | 5        | 2     | 4       |
| 8.  | Нідерланди     | ½  | 1  | 1  | 2  | 3½ | 1  | 1  |    | 3  | 2½ | 3  | 2  | 21   | 10 | 4        | 2     | 5       |
| 9.  | Англія         | ½  | 1½ | ½  | 1  | 1½ | 2  | 3½ | 1  |    | 2½ | 1  | 2½ | 17   | 7  | 3        | 1     | 7       |
| 10. | Болгарія       | 1  | 1  | 2  | 1½ | 0  | 2  | 1  | 1½ | 1½ |    | 2½ | 2½ | 17   | 6  | 2        | 2     | 7       |
| 11. | Швеція         | ½  | ½  | 1½ | ½  | 0  | 2  | 2  | 1  | 3  | 1½ |    | 2  | 15   | 5  | 1        | 3     | 7       |
| 12. | Ісландія       | 0  | ½  | 1½ | 1½ | 1  | ½  | 1½ | 2  | 1½ | 1½ | 2  |    | 13½  | 2  | 0        | 2     | 9       |

### Фінал В
Зі старту лідерство захопила команда Канади. До 10-го туру її переслідували швейцарці й австрійці. В 10-му турі команда Швейцарії обіграла канадців і вийшла на перше місце, яким не поступилася нікому до кінця турніру. Через 2 тури канадців наздогнали і шахісти Австрії. Однак друге місце було присуджено канадським майстрам, бо вони в особистій зустрічі перемогли австрійців.
- Очки - сума набраних очок всіма шахістами (1 за перемогу шахіста, ½ за нічию, 0 - поразка);
- КО - командні очки, набрані всією командою (2 за перемогу команди, 1 - нічия, 0 - поразка);

| №  | Країна     | 13 | 14 | 15 | 16 | 17 | 18 | 19 | 20 | 21 | 22 | 23 | 24 | 25 | 26 | Очки | КО | Перемоги | Поразки | Нічиї |
| -- | ---------- | -- | -- | -- | -- | -- | -- | -- | -- | -- | -- | -- | -- | -- | -- | ---- | -- | -------- | ------- | ----- |
| 13 | Швейцарія  |    | 3  | 3  | 2  | 3  | 3½ | 2½ | 2½ | 3  | 2½ | 4  | 1  | 3½ | 3½ | 37   | 23 | 11       | 1       | 1     |
| 14 | Канада     | 1  |    | 3  | 2  | 3  | 3½ | 2  | 2½ | 3½ | 3  | 3½ | 2  | 3  | 4  | 36   | 21 | 9        | 3       | 1     |
| 15 | Австрія    | 1  | 1  |    | 3  | 3  | 3  | 2  | 3  | 2½ | 3  | 3  | 3½ | 4  | 4  | 36   | 21 | 10       | 1       | 2     |
| 16 | Данія      | 2  | 2  | 1  |    | 2  | 1½ | 3  | 3½ | 3  | 2  | 3½ | 3½ | 4  | 3½ | 34½  | 18 | 7        | 4       | 2     |
| 17 | Італія     | 1  | 1  | 1  | 2  |    | 2  | 3  | 1½ | 1  | 2  | 3½ | 3½ | 4  | 3  | 28½  | 13 | 5        | 3       | 5     |
| 18 | Колумбія   | ½  | ½  | 1  | 2½ | 2  |    | 2  | 2½ | 1  | 3½ | 3  | 2½ | 2½ | 4  | 27½  | 16 | 7        | 2       | 4     |
| 19 | Бельгія    | 1½ | 2  | 2  | 1  | 1  | 2  |    | 1½ | 3  | 2½ | 2  | 2  | 2½ | 4  | 27   | 13 | 4        | 5       | 4     |
| 20 | Фінляндія  | 1½ | 1½ | 1  | ½  | 2½ | 1½ | 2½ |    | 2½ | 2  | 2½ | 1½ | 4  | 3  | 26½  | 13 | 6        | 1       | 6     |
| 21 | Франція    | 1  | ½  | 1½ | 1  | 3  | 3  | 1  | 1½ |    | 3  | 1½ | 3  | 2½ | 3½ | 26   | 12 | 6        | 0       | 7     |
| 22 | Саар       | 1½ | 1  | 1  | 2  | 2  | ½  | 1½ | 2  | 1  |    | 1  | 2½ | 4  | 4  | 24   | 9  | 3        | 3       | 7     |
| 23 | Норвегія   | 0  | ½  | 1  | ½  | ½  | 1  | 2  | 1½ | 2½ | 3  |    | 2½ | 4  | 3  | 22   | 11 | 5        | 1       | 7     |
| 24 | Греція     | 3  | 2  | ½  | ½  | ½  | 1½ | 2  | 2½ | 1  | 1½ | 1½ |    | 1½ | 3  | 21   | 8  | 3        | 2       | 8     |
| 25 | Ірландія   | ½  | 1  | 0  | 0  | 0  | 1½ | 1½ | 0  | 1½ | 0  | 0  | 2½ |    | 2½ | 11   | 4  | 2        | 0       | 11    |
| 26 | Люксембург | ½  | 0  | 0  | ½  | 1  | 0  | 0  | 1  | ½  | 0  | 1  | 1  | 1½ |    | 7    | 0  | 0        | 0       | 13    |

## Закриття
Пізно ввечері 25 вересня в Карлтон-Отелі, де грали свій матч на першість світу в 1935 році Альохін та Ейве, відбулося урочисте закриття XI Олімпіади. Збірній команді СРСР було вручено перехідний Кубок ФІДЕ, всіх учасників команди нагородили золотими медалями. Команді Аргентини дісталися срібні, а югославам — бронзові медалі. 
Спеціальний приз за абсолютно найкращий результат Олімпіади було вручено гросмейстеру Кересу.